# Wüstenspecht
Der Wüstenspecht (Dendropicos elachus) ist ein Spechtart aus der afrikanischen Gattung Dendropicos. Er bewohnt die Halbwüsten und Steppen der Sahelzone vom Senegal bis nach Darfur. Über seine Lebensweise ist wenig bekannt; er ernährt sich von Insektenlarven, die er aus der Rinde von Bäumen hackt. Die Brutzeit findet im Westen des Verbreitungsgebietes ab dem Januar statt, sie verschiebt sich zum Osten hin immer weiter bis in den Oktober. Der Wüstenspecht gilt in seinem Verbreitungsgebiet als selten, er wird jedoch nicht als bedroht angesehen.

## Merkmale

### Aussehen und Körperbau
Der Wüstenspecht ist mit 12–14 cm Körperlänge ein eher kleiner Specht. Männchen haben eine Flügellänge von 71 bis 80 mm, ihr Stützschwanz wird 34–39 mm lang, der Tarsometatarsus misst 13,1–14,2 mm. Sein Gewicht liegt bei 17–21 g. Das Weibchen erreicht etwa die gleiche Größe. Seine Flügel messen zwischen 75 und 80 mm, der weibliche Schwanz wird 36–41 mm lang, der Tarsometatarsus des Weibchens misst 13,1–13,8 mm.
Die Stirn des Männchens ist hellbraun, Scheitel und Hinterkopf sind rot. Die Augen werden von einem weißen Über- und Unteraugenstreif umschlossen. Der seitliche Hals, die Ohrendecken und der Bartstreif sind von einer verwaschen braunen Farbe. Kinn und Kehle sind weiß und zeigen braune Strichel. Insgesamt ist die Gefiederzeichnung am Kopf nicht sonderlich ausgeprägt und ist mangels Kontrast oft nur schwer zu erkennen. Der Rücken ist weiß auf graubraunem Grund gebändert, Bürzel und Oberschwanzdecken sind rot, was vor allem im Flug gut zu erkennen ist. Die Flügel des Wüstenspechts sind auf der Oberseite braun gefärbt; auf den Flügeldecken und den Rändern der Schwingen sind sie dünn weiß gebändert, auf der Unterseite sind die Flügel weiß gefärbt und mit braunen Sprenkeln überzogen. Die Steuerfedern sind auf braunem Grund weißgrau gebändert. Markant sind die gelben Federschäfte der Schwingen. Die Bauchseite des Wüstenspechts ist weiß und auf der Brust mit braunen Sprenkeln oder Bändern überzogen, die jedoch zum Bauch und zu den Flanken hin ausblassen. Das Weibchen zeigt die gleiche Gefiederzeichnung wie das Männchen, ihm fehlt lediglich der rote Scheitel. Stattdessen ist beim Weibchen der gesamte Kopf bräunlich gefärbt. Das Gefieder des Wüstenspechts färbt stark aus; frisch gemauserte Vögel zeigen stärkere Kontraste und sattere, dunklere Farben. Juvenile und immature Wüstenspechte ähneln den adulten, ihr Gefieder wirkt jedoch verwaschener und dunkler und die gelben Federschäfte der Flügel sind blasser. Der Schnabel ist bei beiden Geschlechtern im Vergleich zur Körpergröße relativ lang und breit. Er ist gräulich gefärbt, wird aber zur Basis hin blasser. Die Iris ist bei Männchen und Weibchen braun, beide Geschlechter haben grünlich-graue Beine und eine ebenso gefärbte Wachshaut.

### Lautäußerungen
Der Ruf des Wüstenspechts besteht hauptsächlich aus einem schnellen, etwa 1–2 Sekunden andauernden, scharfen Rattern, das drei- bis zehnmal wiederholt wird. Dabei werden acht oder neun Silben pro Sekunde ausgestoßen, wobei jedes Rattern aus zwei bis vier verschiedene Silben besteht, etwa nach dem Muster Skrie-iek-ie-ie-iee-i-ie-iek. Während der Fütterung ruft der Wüstenspecht mit einer Reihe von weichen tie-tie-tie …. Untereinander kommunizieren die Vögel mit einem tiefen, schwirrenden wi-wi-i-i, das zu einem schnelleren Rattern anschwellen kann und sich manchmal mit einem ch-ch-ch-ch-Ruf abwechselt.

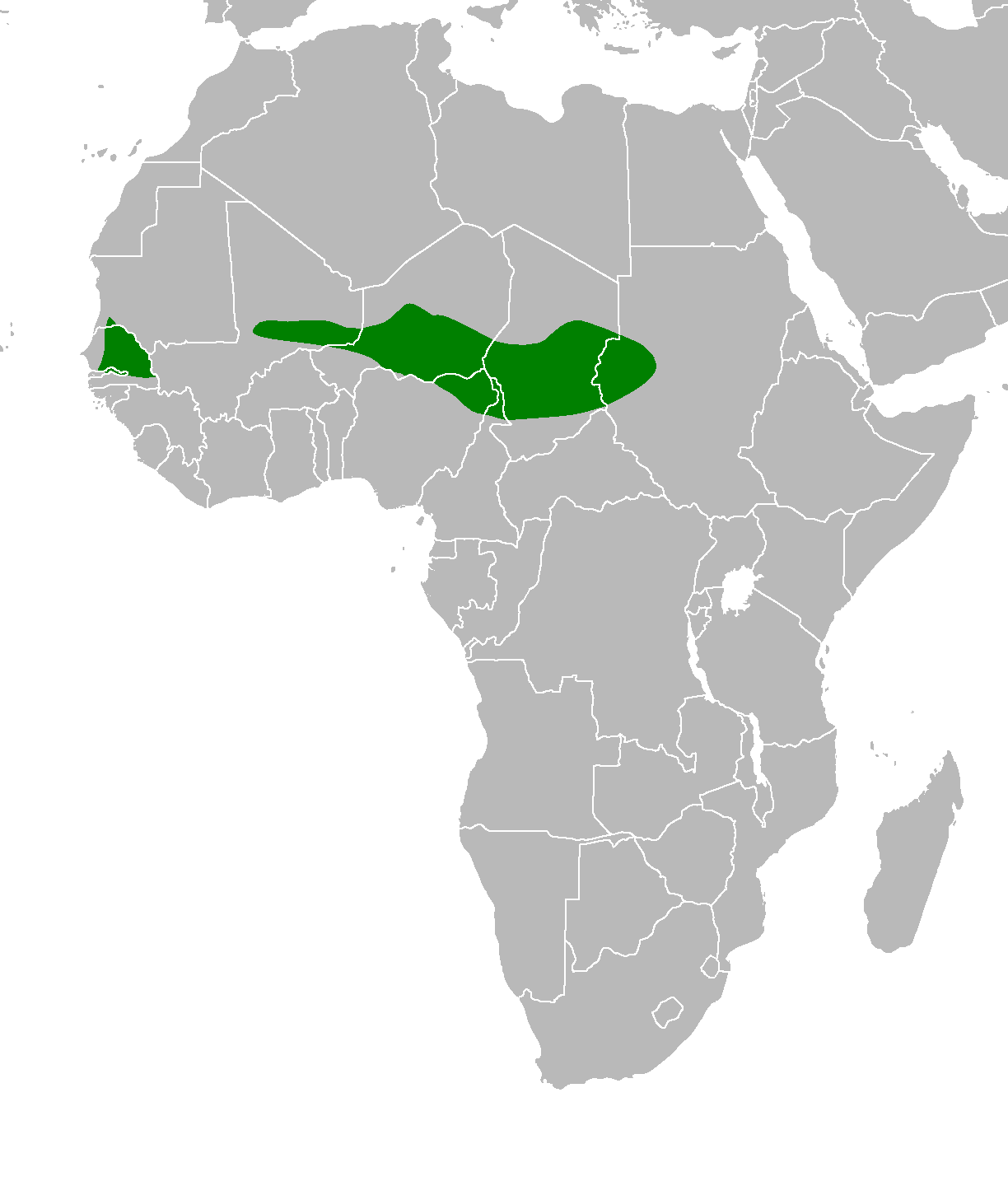
Verbreitungsgebiet des Wüstenspechts

## Lebensraum, Verbreitung und Wanderungen
Wüstenspechte besiedeln offene, aride Landschaften mit spärlichem Baumbewuchs wie Steppen und Halbwüsten. Vor allem Wüstendatteln (Balanites aegyptiaca) oder Verek-Akazie (Acacia senegal) in der Nähe ausgetrockneter Flussbetten oder Wadis werden von den Vögeln genutzt. Der Wüstenspecht ist vor allem im Tiefland verbreitet, im Niger ist er aber auch bis auf 1600 m anzutreffen.
Das Verbreitungsgebiet umfasst im Osten Darfur, den Zentraltschad, das nordöstliche Kamerun, den zentralen Niger und das östliche Mali, über die es sich als schmales Band in Ost-West-Richtung zieht. Zwischen Mali und dem Senegal besteht offenbar eine Verbreitungslücke, westlich davon ist der Wüstenspecht auch in Gambia, im nördlichen Senegal und im Süden Mauretaniens anzutreffen. Der Wüstenspecht ist ein Standvogel.

## Lebensweise

### Ernährung
Über die Ernährung des Wüstenspechts ist bislang nur wenig bekannt. Er ernährt sich von Insektenlarven, die er durch Picken und Hämmern aus dem Holz von Bäumen holt.

### Brutbiologie
Die Brutzeit schwankt mit der geographischen Länge. So beginnt der Wüstenspecht im Senegal und in Mali bereits im Januar oder Februar mit dem Nestbau, im Niger zwischen März und Mai. Im Tschad wurde von Nestlingen während der Regenzeit im Oktober berichtet. Bisher wurden zwei Nisthöhlen beschrieben, die sich jeweils in abgestorbenen Ästen von Schirmakazien (Acacia tortilis) befanden; eine davon an der Unterseite eines Astes, mit einem Durchmesser von 10 cm.

### Systematik
Der Wüstenspecht wird innerhalb der Gattung Dendropicos in die fuscescens-Gruppe gestellt. Diese umfasst neben ihm den Gabunspecht (D. gabonensis), den Kardinalspecht (D. fuscescens), den Wacholderspecht (D. abyssinicus) und den Tropfenspecht (D. poecilolaemus).

## Bestand und Gefährdung
Der Wüstenspecht gilt als rarer Vogel und wird nur selten gesichtet, der Bestand ist offenbar sehr klein. Die Art ist jedoch in verschiedenen Naturschutzgebieten vertreten; eine Gefährdung sieht BirdLife International derzeit nicht gegeben.

## Belege